# Deserted Cities of the Heart
«Deserted Cities of the Heart» es una canción de la banda británica de blues Cream, escrita por el músico Jack Bruce en su parte instrumental y letra del poeta Pete Brown. Este tema pertenece al primer disco (en estudio) de Wheels of Fire, su tercer álbum (editado en 1968), y aparece como la última canción del primer disco, teniendo un enfoque de rock acústico, combinado muy efectivamente con pop/rock psicodélico y pop barroco.

## Grabación
La canción fue la penúltima en grabarse en un estudio de grabación para el álbum, solo antes de Those Were the Days. Fue grabada en los Atlantic Studios en Nueva York, y las sesiones fueron los días de 13 a 22 de febrero y el 12 y 13 de junio, ambas fechas del año 1968.
La canción tiene a Jack Bruce en su típico papel de bajo eléctrico, además de encargarse del violonchelo y de la guitarra acústica. Es quien proporciona la voz a la pista. Eric Clapton se encarga de las guitarras, tanto rítmica como principal, y en cierta parte participa en las vocales secundarias. Ginger Baker se encarga de la batería, la marimba y las campanas tubulares, y por último, Felix Pappalardi, su productor, toca la viola.